# Herr Hugos Akademi
Herr Hugos akademi är en novell av Carl Jonas Love Almqvist. Den ingår i band XII av den så kallade duodesupplagan av Törnrosens bok, vilket utkom 1839. Texten tillhör törnrosverkets ramberättelse, och fungerar som inledning till de fyra artiklar som följer i samma band. Handlingen skildrar hur Herr Hugo instiftar en akademi ”för praegnanta idéer”, och den diskussion som uppstår kring detta projekt.